# Borsipa

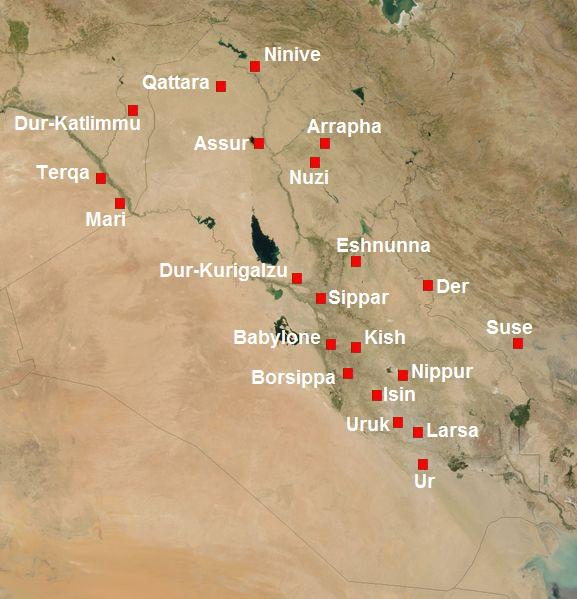
Mesopotâmia no 2.º milénio a.C.

Borsipa foi uma importante cidade da Suméria, no atual Iraque, construída às margens de um lago situado a cerca de 17 quilômetros a sudoeste da Babilônia, na margem oriental do rio Eufrates. Atualmente é conhecida como Birs Nimrud, tendo sido associada com Nimrod; seu zigurate, a "Torre da Língua", é atualmente um dos zigurates mais célebres ainda identificáveis, identificado na cultura árabe e talmúdica com a Torre de Babel.
A divindade local era Nabu, chamado de "filho" do deus babilônio Marduque, o que fazia da cidade uma espécie de irmã mais nova da Babilônia.

## História
Borsipa é mencionada, quase sempre juntamente com a Babilônia, em textos que vão do terceiro período de Ur ao período selêucida, e até mesmo em textos islâmicos arcaicos. Era dependente da Babilônia, e jamais foi sede de qualquer poder autóctone. A partir do século IX a.C. passou a formar as terras fronteiriças a sul de onde se localizavam as "casas" tribais da Caldeia.

## Arqueologia
A impressionante ruína de seu zigurate marca o sítio arqueológico de Borsipa, que vem sendo escavado desde 1980 por equipes dirigidas pela Leopold-Franzens-Universität Innsbruck; uma equipe austríaca retornou ao local em 2003.
Diversos textos legais administrativos e astronômicos em tabuletas escritas no cuneiforme foram encontradas no local e acabaram por aparecer no mercado negro. Uma inscrição de Nabucodonosor II, a chamada "inscrição de Borsipa", conta como ele restaurou o templo de Nabu, "o templo das sete esferas", com "tijolos de nobre lápis-lazúli". Os arqueólogos austríacos determinaram que o zigurate de Nabucodonosor foi construído sobre as ruínas de uma torre menor, do segundo milênio a.C.; quando foi completado tinha sete andares, e uma altura de cerca de 70 metros (suas ruínas até hoje se elevam a 52 metros sobre a planície que o cerca). Algumas tabuletas de argila foram recuperadas, porém os arqueólogos ainda esperam encontrar no local o arquivo de tabuletas do templo, do qual existem alguams cópias em antigas bibliotecas assírias. Uma pedra fundamental com inscrições foi encontrada no local, que detalha o plano de Nabucodonosor de construir o zigurate em Borsipa seguindo o mesmo modelo do da Babilônia, do qual restam apenas os alicerces. Nabucodonosor declarou que a torre de Nabu "alcançaria os céus", de acordo com outra inscrição.
De acordo com publicação britânica Iraqi Press Monitor, visitantes estrangeiros aos sítios arqueológicos da Babilônia se aproveitam da falta de segurança e vigilância do local para roubar artefatos valiosos; estudantes locais viram estrangeiros abandonarem a cidade de Borseeba (sic) com relíquias, não tendo sido a primeira vez que isto acontecera.